# Zapsillea, Velîka Bahacika
Zapsillea (în ucraineană Запсілля) este un sat în comuna Ostapie din raionul Velîka Bahacika, regiunea Poltava, Ucraina.

## Demografie
Componența lingvistică a localității Zapsillea
     Ucraineană (98,63%)
     Rusă (1,37%)
Conform recensământului din 2001, majoritatea populației localității Zapsillea era vorbitoare de ucraineană (98,63%), existând în minoritate și vorbitori de rusă (1,37%).